# Edith Gerson-Kiwi
Edith Esther Gerson-Kiwi (geboren am 13. Mai 1908 in Berlin; gestorben am 15. Juli 1992 in Jerusalem, Israel) war eine israelische Musikwissenschaftlerin. Sie gilt als Mitbegründerin ihres Fachs in Israel. In ihrer Forschungsarbeit beschäftigte sie sich vor allem mit der Musikethnologie, unter anderem mit den Musiktraditionen der nach Israel eingewanderten orientalischen Juden.

## Leben
Edith Kiwi kam in Berlin als Tochter einer assimilierten jüdischen Familie in Berlin zur Welt. Ihr Vater Rudolph Kiwi (1874–1965) war Arzt, ihre Mutter Ella Nanny Loewenthal (1883–1946) arbeitete als Sozialarbeiterin, sie hatte einen Bruder. Ihr musikalisches Talent wurde früh gefördert. Von 1918 bis 1925 studierte sie am Stern’schen Konservatorium Klavier bei Elisabeth Dounias-Sindermann und Komposition bei Hans Mersmann. In Leipzig setzte sie ihr Studium an der Musikhochschule fort und schloss 1930 die Ausbildung zur Konzertpianistin ab. Anschließend studierte sie Musikwissenschaften in Freiburg bei Wilibald Gurlitt, später an der Universität Leipzig bei Theodore Kroyer. In Leipzig studierte sie auch Cembalo bei Gunter Ramin, 1931 in Paris bei Wanda Landowska. 1933 wurde sie an der Universität Heidelberg bei Heinrich Besseler promoviert. Der Titel ihrer Doktorarbeit war Studien zur Geschichte des italienische Liedmadrigals im 16. Jh., Satzlehre u. Genealogie der Kanzonetten. Wegen der antisemitischen Gesetzgebung in der Zeit des Nationalsozialismus konnte sie ihre Doktorarbeit, die fünf Jahre später doch in Nürnberg erschien, nicht veröffentlichen. Ihr nicht-jüdischer Verlobter und Kommilitone Fritz Dietrich (1905–1945) entschied sich gegen eine gemeinsame Zukunft mit ihr.
Edith Kiwi floh nach Italien. An der Universität von Bologna studierte sie Bibliothekswissenschaft und Paläografie, schloss 1934 mit einem Diplom ab. Am Liceo Musicale Conte Viatelli arbeitete sie als Lehrerin und Bibliothekarin. 1935 emigrierte sie nach Palästina. Für ein Jahr ließ sie sich in Tel Aviv nieder, wo sie als Pianistin in einer Bar für britische Soldaten auftrat. Dann zog sie nach Jerusalem und heiratete Kurt Gerson, einen ebenfalls aus Deutschland eingewanderten Hydrologen. Die Familie lebte mit dem 1937 geborenen Sohn in Rehavia, einem gehobenen Vorort von Jerusalem, in dem viele aus Deutschland eingewanderte Juden wohnten, die weiterhin einen „deutschen“ Lebensstil pflegten.
Von 1936 bis 1939 war sie Forschungsassistentin bei dem Musikwissenschaftler Robert Lachmann (1892–1939) an den Phonographic Archives for Oriental Music. Seitdem galt ihr gesamtes Forschungsinteresse der liturgischen und nicht-liturgischen Musik der orientalisch-stämmigen Juden in Israel. 1942 wurde sie Dozentin für Musikgeschichte am Palestine Conservatory in Jerusalem. Nach Ermutigung durch den Leiter des Instituts, Emil Hauser, erstellte Gerson-Kiwi eine Sammlung von Aufnahmen ethnologischer Musik, The Phonograph Archives of the Palestine Institute of Folklore and Ethnology. Während des Unabhängigkeitskrieges wurde das Projekt eingestellt; 1950 wurde die Sammlung unter dem Namen Archives for Oriental and Jewish Music an der Hebräischen Universität reetabliert. Trotz wirtschaftlicher und administrativer Schwierigkeiten bestand das Archiv bis 1982.
Besonders aktiv war Gerson-Kiwi in ihrer musikethnologischen Forschung in den 1950er Jahren, als viele Juden aus orientalischen Ländern nach Israel einwanderten. Sie besuchte mit einem Aufnahmegerät zahlreiche Lager der Einwanderer, die unter anderem aus Iran, aus dem Jemen und aus Marokko gekommen waren. Sie nahm besonders die Musik der älteren Generation auf, um deren Tradition festzuhalten. In den späten 1980er Jahren ging ihre Sammlung an die National Sound Archives der Jewish National and University Library.
Gerson-Kiwi sammelte traditionelle Musikinstrumente und baute die Instrumentensammlung der Rubin Academy of Music in Jerusalem auf.
1965, als die ersten musikwissenschaftlichen Abteilungen in Israel entstanden, wurde sie Senior Lecturer an der Hebräischen Universität in Jerusalem und dann an der Universität Tel Aviv. 1969 wurde sie in Tel Aviv zur Professorin berufen; sie lehrte dort bis zu ihrem Ruhestand im Jahr 1976. Edith Gerson-Kiwi starb am 15. Juli 1992 in Jerusalem.

## Bedeutung
Gerson-Kiwi war Mitbegründerin der israelischen Musikwissenschaft. Sie vertrat Israel bei der International Musicological Society und dem International Folk Music Council und war Vorsitzende der Israeli Musicological Society. Sie veröffentlichte auf Deutsch, Hebräisch, Englisch und Italienisch zahlreiche Artikel über die Musik der Juden aus dem Nahen Osten bis hin zu pan-asiatischen Musikkonzepten. Sie hinterließ rund 10.000 Tonaufnahmen. Auch ein Beitrag zur Entwicklung der Musikwissenschaften in Deutschland wird ihr zugeschrieben, da sie zeit ihres Lebens Briefe mit Kolleginnen und Kollegen in Deutschland austauschte.

## Auszeichnungen
- 1967: Wahl ins Direktorium des International Folk Music Council (IFMC) und der International Musicological Society (IMS)
- 1970: „Engel Prize“ der Tel Aviv Municipality für ihre wissenschaftliche Arbeit zur jüdischen Musik
- 1979: Ernennung zur Ehrenpräsidentin der Israel Musicological Society

## Nachlass
Ein umfangreicher, noch nicht katalogisierter Teil des Nachlasses von Edith Gerson-Kiwi (ca. 32 Regalmeter Papierdokumente) liegt am Europäischen Zentrum für jüdische Musik (EZJM) der Hochschule für Musik, Theater und Medien Hannover (HMTMH). Weitere Teile befinden sich an der National Library of Israel (NLI) in Jerusalem, am Jewish Music Research Centre in Jerusalem (Tonbandaufnahmen), am Felicja Blumental Music Center in Tel Aviv (Musikinstrumentensammlung u. a. Dokumente) sowie an der Universität Tel Aviv (Unterlagen zur Lehre). Die ebenfalls zum Teilnachlass gehörende private Forschungsbibliothek Edith Gerson-Kiwis ist fast vollständig über den Bibliothekskatalog der HMTMH erschlossen.

## Veröffentlichungen (Auswahl)
- Studien zur Geschichte des italienischen Liedmadrigals im XVI. Jahrhundert – Satzlehre und Genealogie der Kanzonetten (Diss. 1933), Würzburg 1938.
- Jerusalem Archive for Oriental Music. Wege und Ziele des Jerusalemer Archivs für orientalische Musik. In: Salli Levi, Hermann Swet, World Centre for Jewish Music in Palestine (Hg.): Musica Hebraica 1–2, Jerusalem 1938, S. 40–42; 60.
- The Persian Doctrine of Dastga-Composition. A phenomenological study in the musical modes. Israel Music Institute, Tel Aviv 1963.
- The Music of Kurdistan Jews. A synopsis of their musical styles. In: Yuval. Studies of the Jewish Music Research Centre 2, Jerusalem 1971, S. 59–72.
- Robert Lachmann. His Achievement and His Legacy. In: Yuval. Studies of the Jewish Music Research Centre 3, Jerusalem 1974, S. 100–108.
- Migrations and Mutations of the Music in East and West: Selected Writings, Tel Aviv 1980.
- A. Z. Idelsohn. A pioneer in Jewish ethnomusicology. In: Yuval. Studies of the Jewish Music Research Centre 5, The Abraham Idelsohn Memorial Volume, Jerusalem 1986, S. 46–52.